# Варламова, Людмила Васильевна
Людмила Васильевна Варламова (род. 24 сентября 1951, Сумский Посад, Беломорский район) — советская и российская художница, член Московского союза художников, член Международного Художественного Фонда, член творческого объединения художниц Москвы «Ирида».

## Биография
Родилась в селе Сумский Посад. С 1976 года живёт и работает в Москве. Её учителями и наставниками в жизни и творчестве были московские художники Евгений Расторгуев и его жена Тамара Гусева, приезжавшие на этюды в Поморье.
В 1976 году окончила Московский областной институт культуры им. Н. К. Крупской, художественно-графический факультет. С 1989 года — действительный член Московского союза художников, а также член Международного художественного фонда. Является членом Французской Ассоциации имени Анны Ярославны при Юнеско в Москве. С 1994 года — постоянная участница больших сезонных выставок Федерации «Акваживопись». С 1980-х годов Людмила Варламова регулярно выставляется на всероссийских и международных коллективных, а также персональных художественных выставках.
Художница провела ряд персональных выставок в Москве, Санкт-Петербурге, Риме, Франции, Праге, Камеруне, Литве, США.
Работы Людмилы находятся в частных коллекциях в России и за рубежом: в коллекции Пьера Кардена, Евгения Примакова, Артемия Троицкого, Владимира Спивакова, Рене Герра и Ален Герра (Франция). Так же одна из работ находится в музее Большого театра, в Пушкинском Доме (Санкт-Петербург), в Пушкинском литературном музее и музее Москвы. Недавно портрет Бориса Пастернака работы Людмилы Варламовой пополнил художественную коллекцию усадьбы Узкое.

### Призы
- «Весенний салон-98». Москва, 1998
- «Весенний салон-99». Москва, 1999
- Галерея Ville St. Benoit. Выставка-конкурс. Франция, 1999

## Творчество
Людмила Варламова занимается живописью, графикой, создает коллажи, эскизы для росписей предметов декоративно-прикладного искусства. Предпочитает работать с маслом, гуашью, акрилом, но особенно любит акварель и пастель. Смело экспериментирует с техниками и направлениями; активно импровизирует над созданием монотипий, применяет смешанную технику, сочетая разные материалы, формы, фактуры и методы. Что позволяет работать в различных жанрах: пейзаж, натюрморт, портрет, композиция, в том числе абстрактная.
Ещё одна особенность её творчества — разнообразие тем, многие из которых впоследствии превращаются в большие серии работ. Некоторые из них: карнавалы, музыка, танцы, театры, необычные ситуации и коллизии из жизни; особое место отведено женским образам. Художница не фокусируется на чём-то одном, она находится в постоянном движении, существует сразу в нескольких воображаемых мирах, отсюда постоянная смена тем, палитры, методов и приёмов изображения. А также, уделяет внимание пленэрной живописи. Произведения художницы наполнены тончайшими нюансами и яркими оттенками жизнерадостной палитры.

## Выставки
- 1980 — Московская весенне-осеняя выставка (ежегодное участие), Москва
- 1987 — Женщины художники Москвы Всемирному конгрессу женщин, Москва
- 1989 — Групповая выставка, Подольск
- 1992 — Center National D`art et D`essat. Персональная выставка, Франция
- 1993 — Выставки в Риме, США, Москве и Брюгге
- 1994—1999 — Участие в выставках объединения «Акваживопись»
- 1994 — ВВЦ, Москва
- 1995 — Выставка в Русском культурном центре, Александрия
- 1995 — Весенний салон «Ирида», Москва
- 1996 — Внешнеполитическая ассоциация, персональная выставка, Москва
- 1996—1997 — Три персональные и три групповые выставки в Москве
- 1998 — Выставки во Франции, Москве и Новгороде
- 1999 — Четыре выставки в Москве, выставка в Камеруне, Франции, Ферапонтово
- 2000 — «О, этот юг, о, эта Ницца!», персональная выставка, Москва
- 2000—2001 — Галерея «Кросно». Персональная выставка, Москва
- 2001 — Росзарубежцентр. «Из Италии с любовью», Москва
- 2002 — Выставки в Каунасе, Праге, Москве
- 2003 — Выставки во Франции и Москве. Участие в аукционе в Карловых Варах
- 2004 — Выставки в Москве, Санкт-Петербурге и Франции
- 2005 — Выставки в Москве и Париже. Участие в аукционе в Карловых Варах
- 2006 — Шесть выставок в Москве и выставка на Вилле Эфрусси-де-Ротшильд во Франции
- 2007 — Выставки Москве и Праге. Участие в художественно-антикварном аукционе Карловых Варах
- 2008 — Выставки Москве и Вероне
- 2009 — Персональная выставка в Международном банке. Выставка в музее А. С. Пушкина, Санкт-Петербург
- 2010 — Четыре выставки в Москве
- 2011 — Выставка в «АРТ-Кафе», Москва
- 2012 — Выставки в галерее «Дрезден», в ЦДХ, в музее им. Н. Островского, Москва
- 2013 — Три выставки в Москве
- 2014 — Персональная выставка «Sensation. Ощущение», музей-усадьба «Архангельское»
- 2015 — Три выставки в Москве
- 2016 — Выставки в Москве и Нижнем Новгороде
- 2017 — Семейная выставка, Королёв. Выставка в литературном музее им. Пушкина. Выставка «Дистанция 100» Alpert Gallery